# L'affido - Una storia di violenza
L'affido - Una storia di violenza (Jusqu'à la garde) è un film del 2017 diretto da Xavier Legrand.
Il film ha vinto il Leone d'argento - Premio speciale per la regia e il Leone del futuro - Premio opera prima "Luigi De Laurentiis" alla 74ª Mostra internazionale d'arte cinematografica di Venezia.

## Trama
Miriam Besson e Antoine Besson sono una coppia divorziata. Hanno una figlia prossima ai diciotto anni, Joséphine, e un figlio di undici anni, Julien. Miriam vuole proteggere suo figlio e tenerlo lontano da suo padre, che lei accusa di aver commesso atti di violenza. Pertanto, durante il giudizio, chiede l'affidamento esclusivo del minore, soprattutto perché il figlio non vuole più rivedere suo padre.
Nonostante le argomentazioni di Miriam e una lettera di Julien, il giudice responsabile della causa concede l'affidamento condiviso e costringe il bambino a trascorrere i fine settimana con suo padre. Julien vorrebbe soltanto proteggere la madre dalla violenza fisica e psicologica che l'ex coniuge le infligge. Invano, perché l'ossessione di Antoine è più forte di tutto e volge in furia cieca.
Antoine vuole continuare ad esercitare il suo potere su Miriam e Julien con pressioni e minacce al bambino, atteggiamento che rende Antoine fastidioso ai suoi stessi genitori che decidono di cacciarlo di casa. Per sapere il domicilio di Miriam e Julien il padre minaccia Julien due giorni prima della festa della figlia, gli ruba dallo zaino addirittura le chiavi di casa, entra in casa e dice a Miriam di essere cambiato. Alla stessa festa del diciottesimo compleanno di Joséphine, Antoine si ripresenta e arriva a immobilizzare l'ex moglie tenendola per la gola, finché questa non viene salvata in extremis da sua sorella Sylvia, la quale minaccia Antoine di chiamare la polizia qualora si fosse fatto rivedere.
La stessa notte, mentre Miriam e Julien dormono a casa loro, la donna aveva spento il cellulare, Antoine si presenta  prima suonando insistentemente, poi trova il modo di entrare nel palazzo, infine, armato di fucile, cerca di farsi strada per entrare in casa. La vicina sente le urla, spia dalla porta e allarmata chiama le autorità. Miriam e Julien chiamano dopo, il cellulare doveva accendersi, si barricano in bagno e seguono le indicazioni date al cellulare. La polizia arriva e riesce a disarmare e arrestare Antoine prima che possa uccidere qualcuno.

## Riconoscimenti
- 2017 - Mostra internazionale d'arte cinematografica di Venezia
  - Leone d'argento - Premio speciale per la regia
  - Leone del futuro - Premio Venezia opera prima "Luigi De Laurentiis"
- 2018 - National Board of Review[1]
  - Migliori film stranieri
- 2019 - Premio César
  - Miglior film
  - Miglior attrice a Léa Drucker
  - Migliore sceneggiatura originale a Xavier Legrand
  - Miglior montaggio a Yorgos Lamprinos
  - Candidatura per il miglior regista a Xavier Legrand
  - Candidatura per il miglior attore a Denis Ménochet
  - Candidatura per la migliore promessa maschile a Thomas Gioria
  - Candidatura per la migliore fotografia a Nathalie Durand
  - Candidatura per il miglior sonoro a Julien Sicart, Julien Roig e Vincent Verdoux
  - Candidatura per la migliore opera prima